# Pewaukee, Wisconsin
Pewaukee este o localitate urbană din comitatul Waukesha, statul Wisconsin, Statele Unite ale Americii.

## Personalități marcante
- David Koepp, regizor